# 新都會廣場

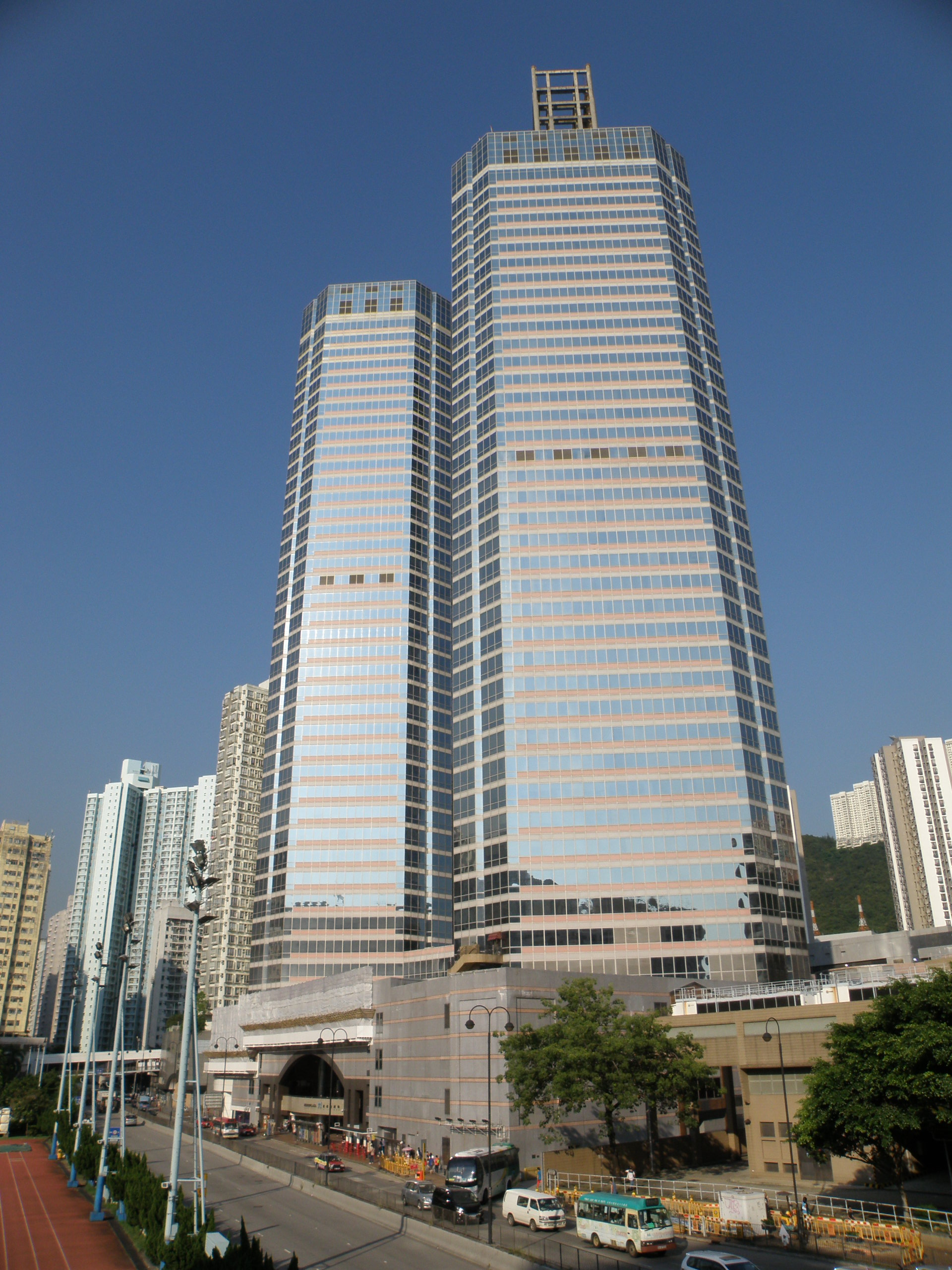
新都會廣場西北面

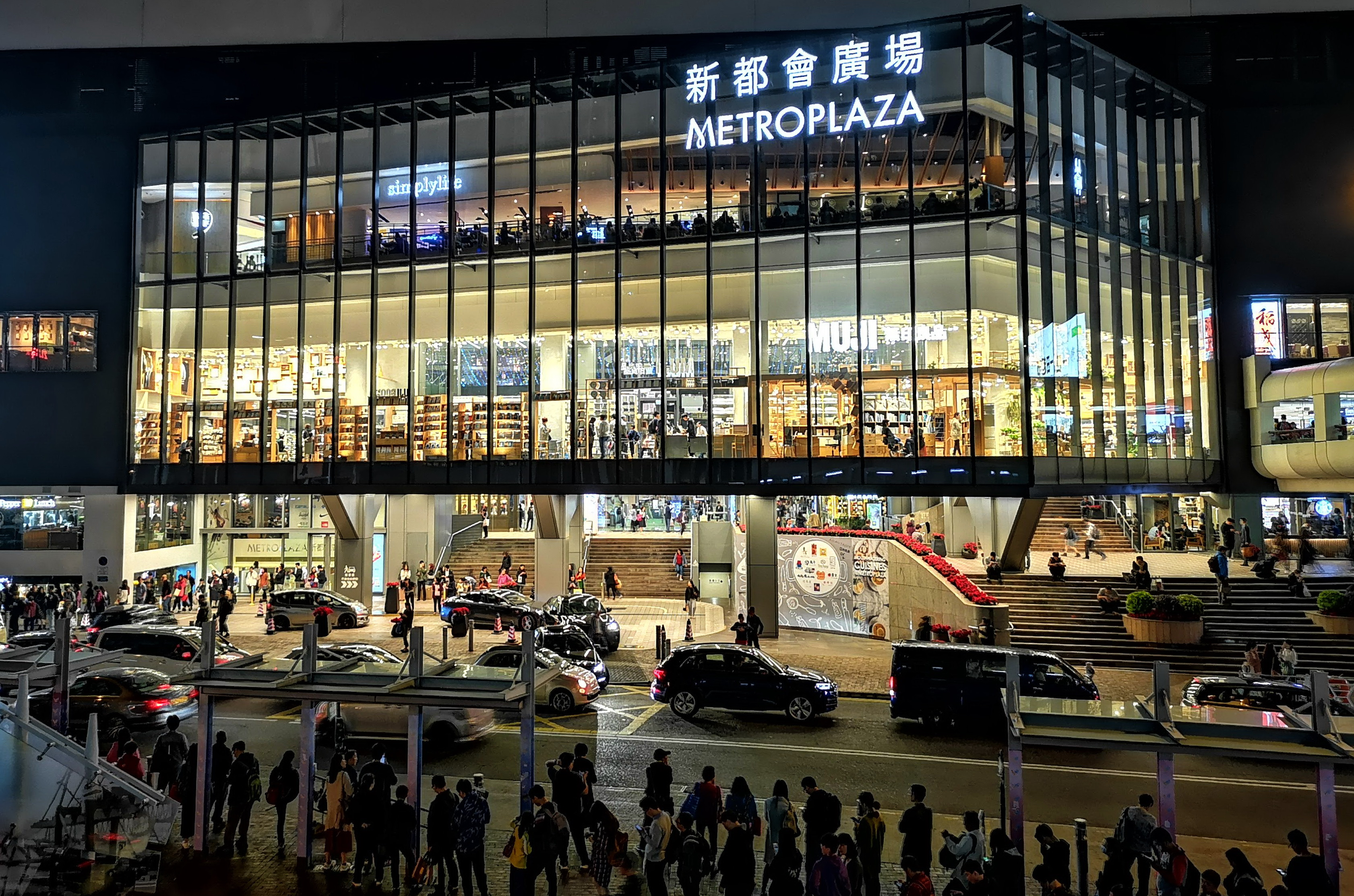
晚上的新都會廣場外貌（2019年）

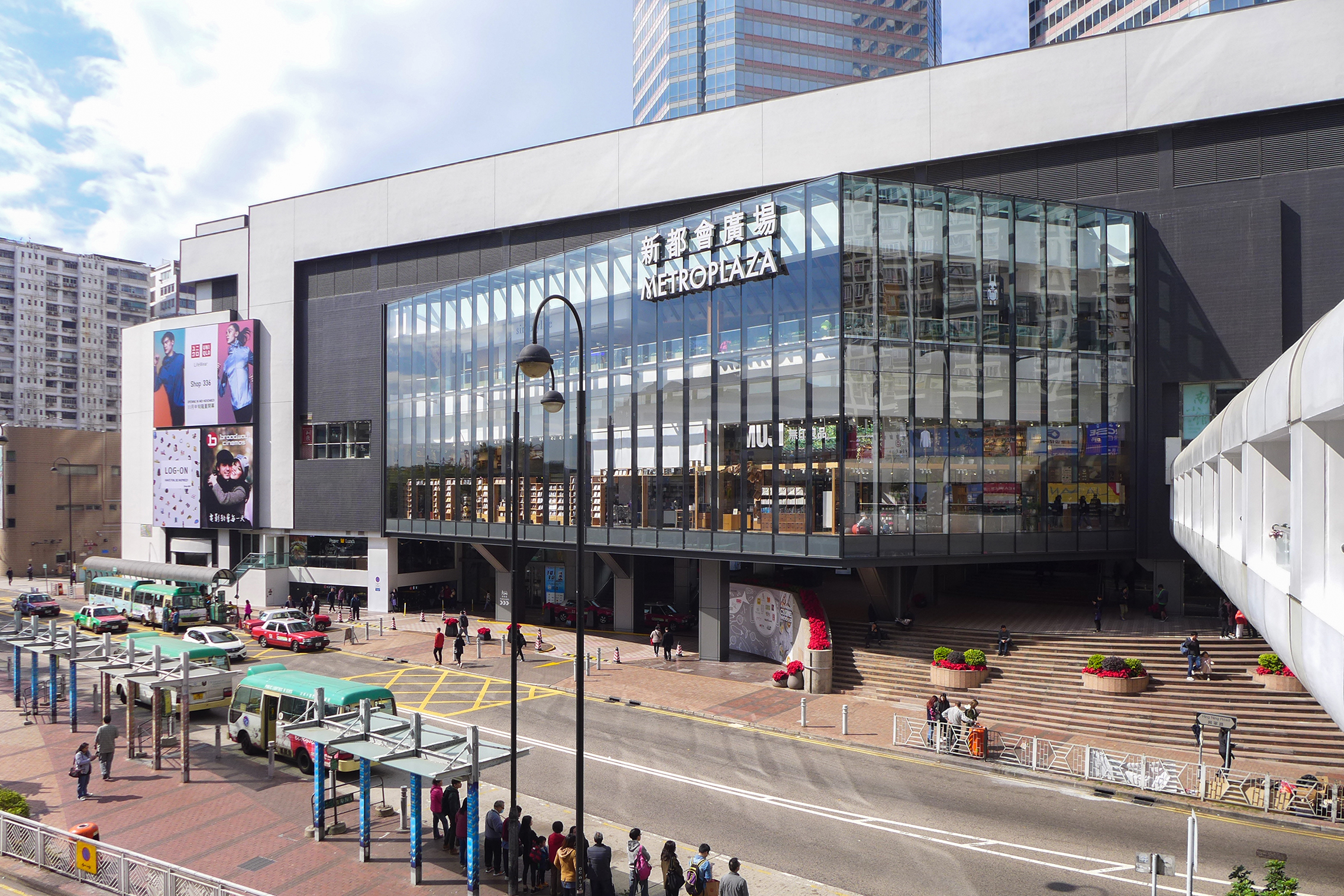
新都會廣場翻新後的商場入口（2017年12月）

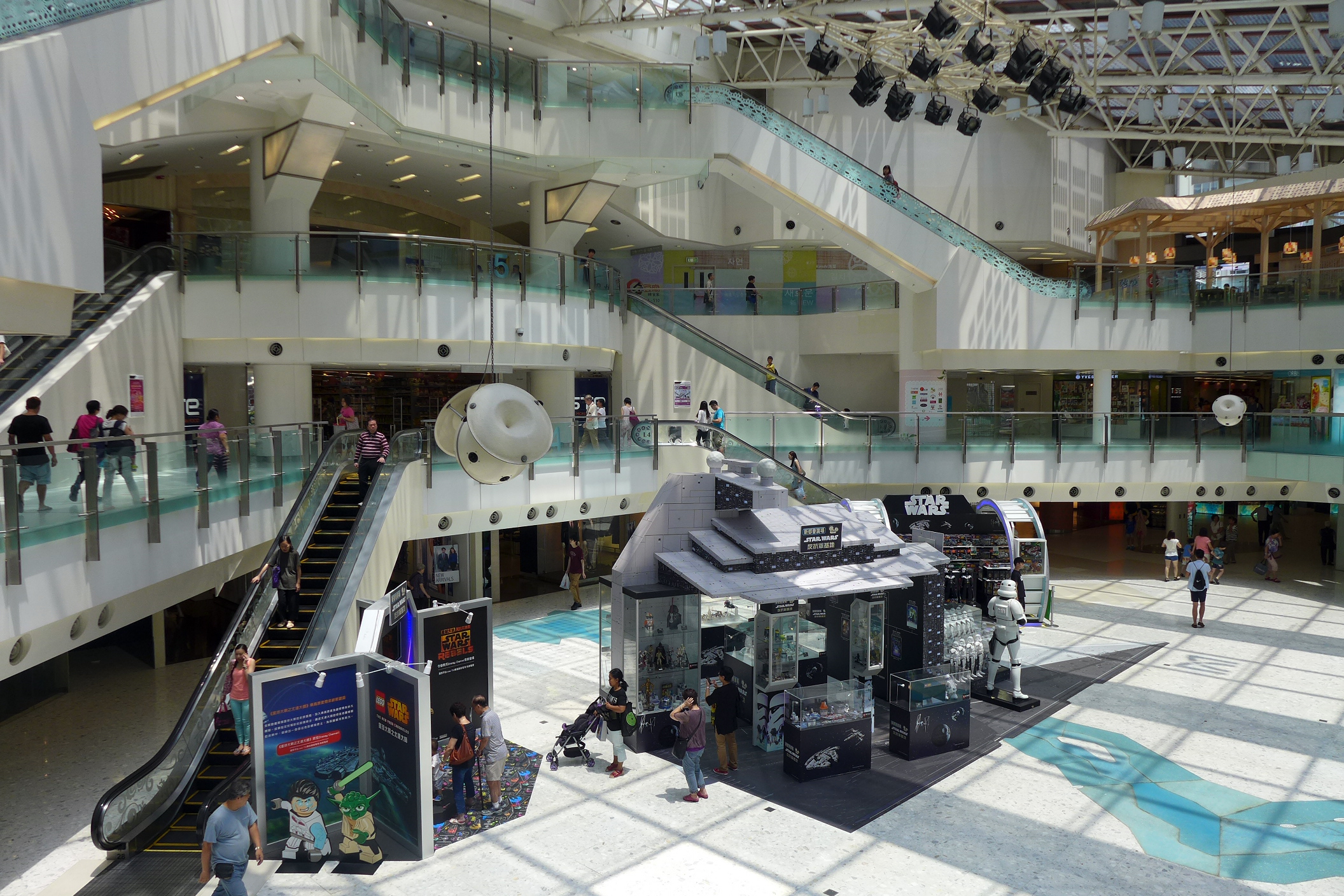
新都會廣場中庭（2014年）

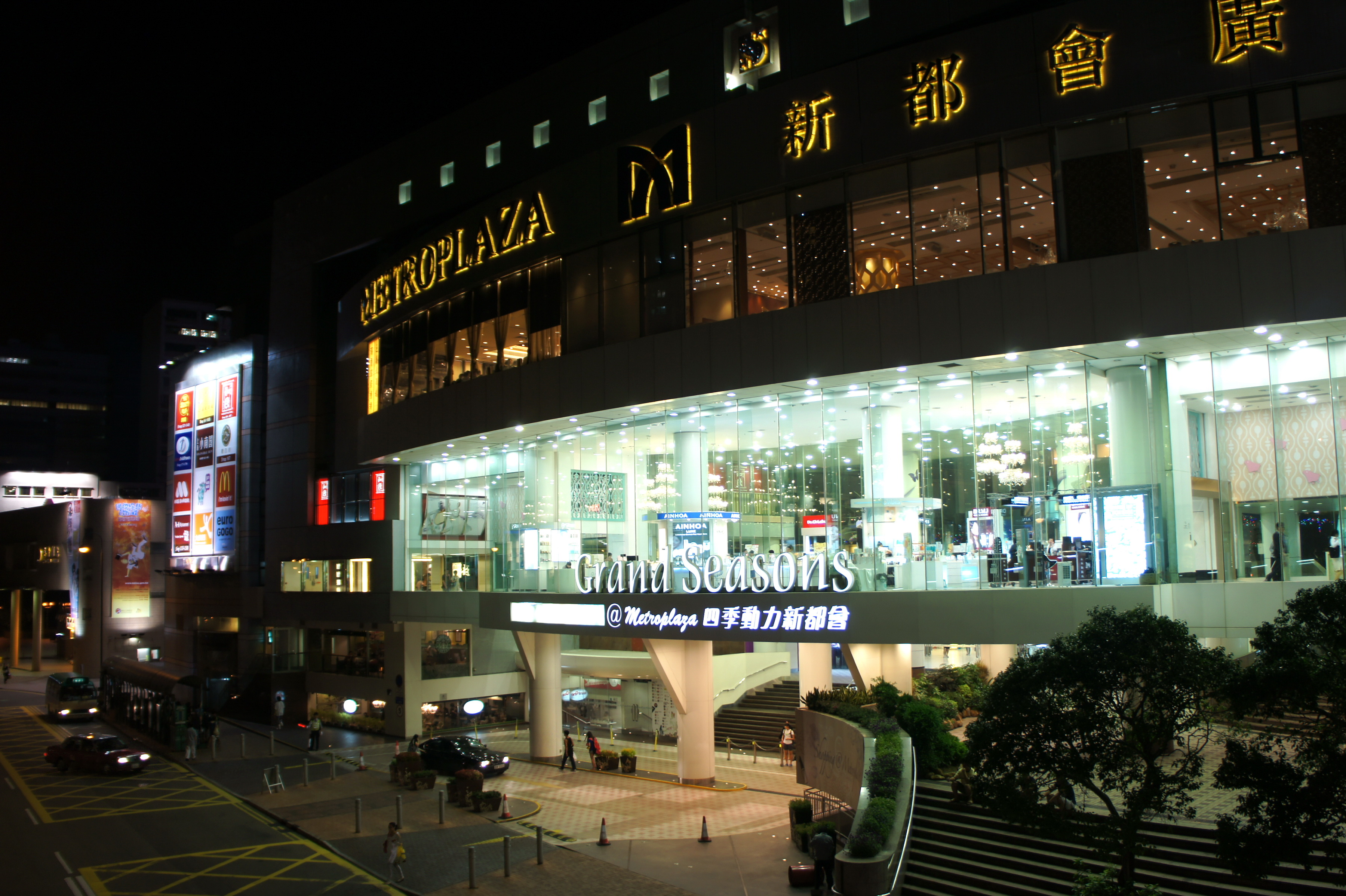
新都會廣場面向興寧路及葵芳站的入口（2011年）

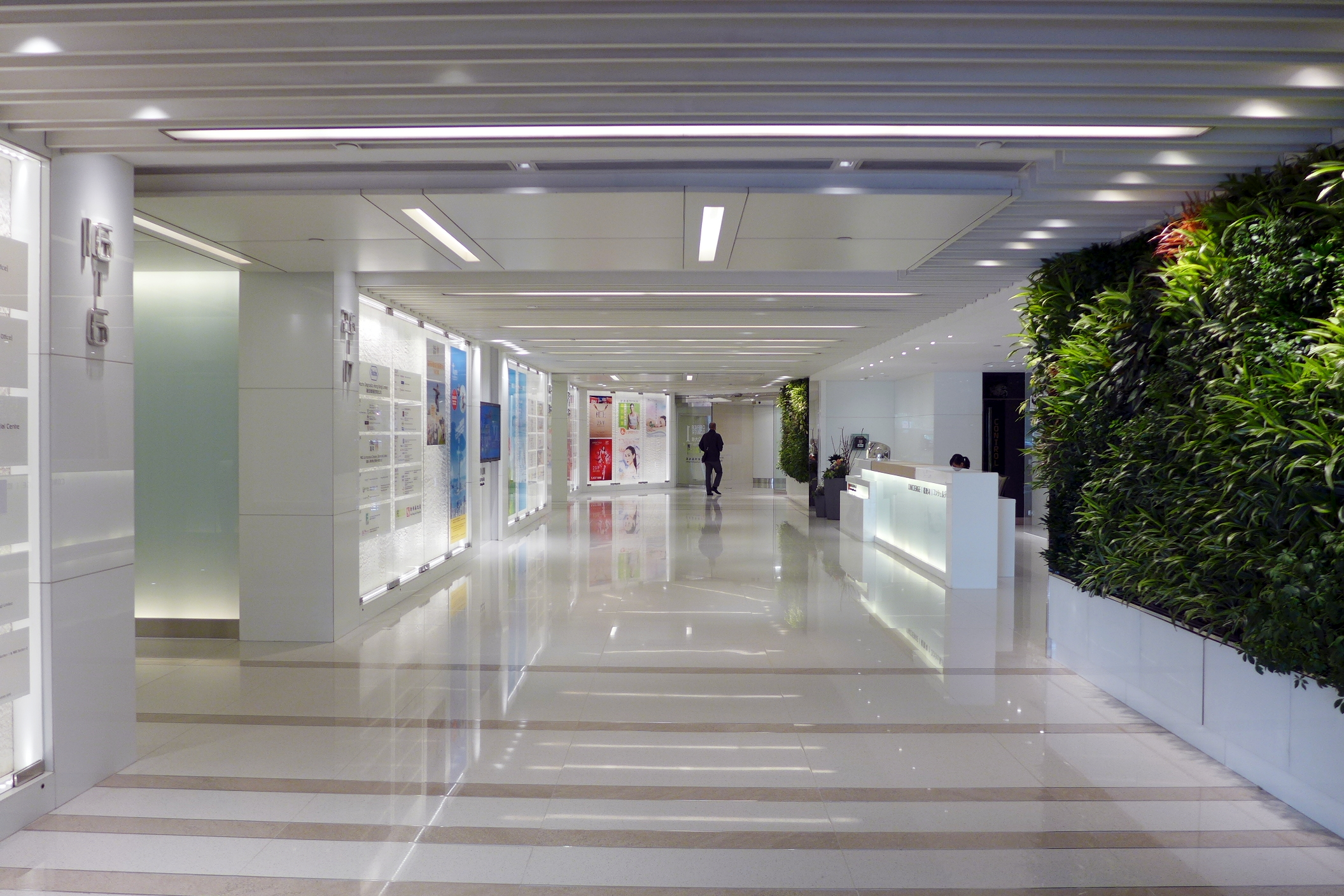
新都會廣場寫字樓大堂

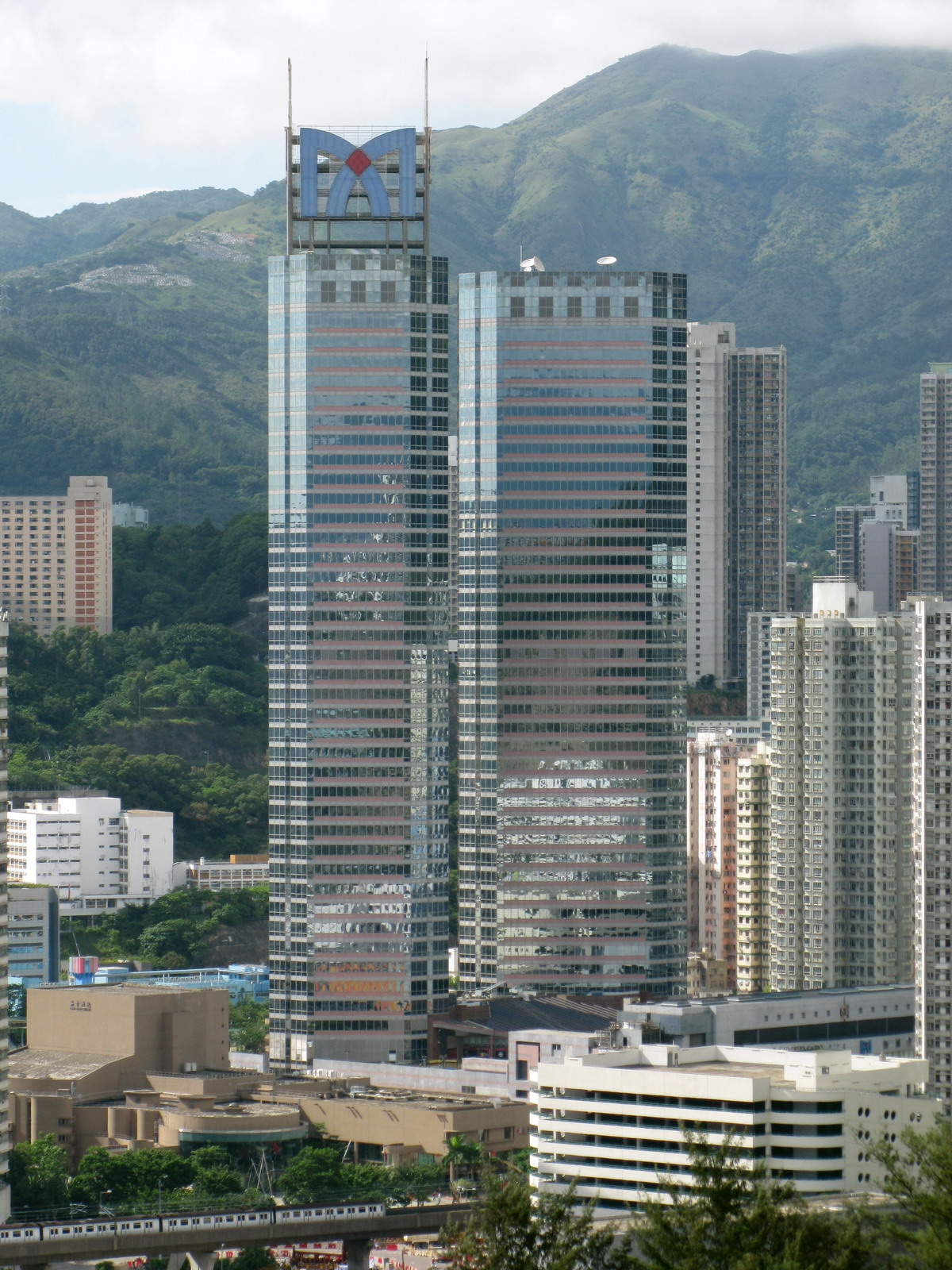
新都會廣場東南面，右方為第一期，左方為第二期

新都會廣場（英語：MetroPlaza）為香港新界葵青區葵涌的大型商場之一，位於港鐵葵芳站對面。兩幢寫字樓高35-36層（6-7樓起），商場樓高9層，面積540,000平方呎，是葵涌最大型的商場。新都會廣場的發展商為新鴻基地產，由王董建築師事務設計，於1993年正式開幕。

## 歷史

### 落成前
新都會廣場用地於1988年4月推出，供持換地權益書的地產商競投。同年7月，用地由新鴻基地產以10億元乙種換地權益書投得，原訂作商住用途，後改為發展純商業樓宇。

### 九十年代
新都會廣場（寫字樓部分）於1990年建成，商場部分則在1993年落成。當年商場最大的租戶為新加坡百貨公司英保良，進駐場內三樓及四樓，並且設有一間超級市場。在地下有新加坡的開心城。商場一樓中庭位置曾經為展覽或表演場地，命名為薈展台 The Expo，到了後期才改建為大快活快餐店（取代KFC鋪位）。而其中英王麵包店（A-1 Bakery & Cafe）在1993年底已進駐場內一樓，其後曾於2006年6月結業一段時間，該位置並改為滿記甜品。最後英王麵包店於2007年4月在三樓重開（現今已遷至一田超市內）。此外，一樓還設有動感影院「無限地帶」。商場五樓聚豪閣前身為潮濠城中式酒樓，對出的中庭位置分別為已結業多時的農場餐廳及意粉屋。商場六樓唯一店舖美心皇宮前身為新都閣酒樓。
1995年年中，「無限地帶」結業，原址改建成另外兩間百老匯戲院，讓葵芳百老匯成為合共5院的綜合戲院。
1997年，亞洲金融風暴後，英保良宣佈破產，連帶新都會廣場分店結業。此後就由「豪邁家品商場」接手經營；超市部分就由廣南KK超級市場經營。2000年底，新都會廣場管理處收回豪邁和廣南（KK）的鋪位，作為其商場翻新工程的一部分，其後上述鋪位由和黄旗下百佳超級市場經營，近年改裝為Taste經營，惟Taste已在2017年結業。後來一田超市及三聯書局等在原舖經營。

### 千禧年代
2002年，商場開始進行大型翻新工程，以四季為主題，除了商場內部進行翻新外，商場中央的露天廣場亦進行翻新，增加了兒童遊樂場，並換上新宣傳標語「四季動力新都會」。2006年5月24日，來往新都會廣場至港鐵葵芳站的行人天橋建成了E出口，增加了新都會廣場的人流。此外，同年6樓的辦公大樓業戶會所「帝豪會」關閉後，便進行改建工程，並且新增兩部扶手電梯連接5-6樓。而6樓改建工程於2006年9月完成，新增了年青會所Yo Park、大眾書局（其後結業）及Living Yoga。2008年初，商場6樓Yo Park結業，拆細為多間美容中心及髮廊，命名為「凝美空間」。一樓的大快活繼續營業，而KFC因租約期滿而不獲續租。於2008年7月中轉為英王集團旗下的英王餐廳及雪國拉麵店。2008年10月，商場將3樓前Double Star食肆位置改建為「聚美長廊」，引入9個彩妝護膚品牌開放式專櫃，採用獨立銷售運作模式經營。

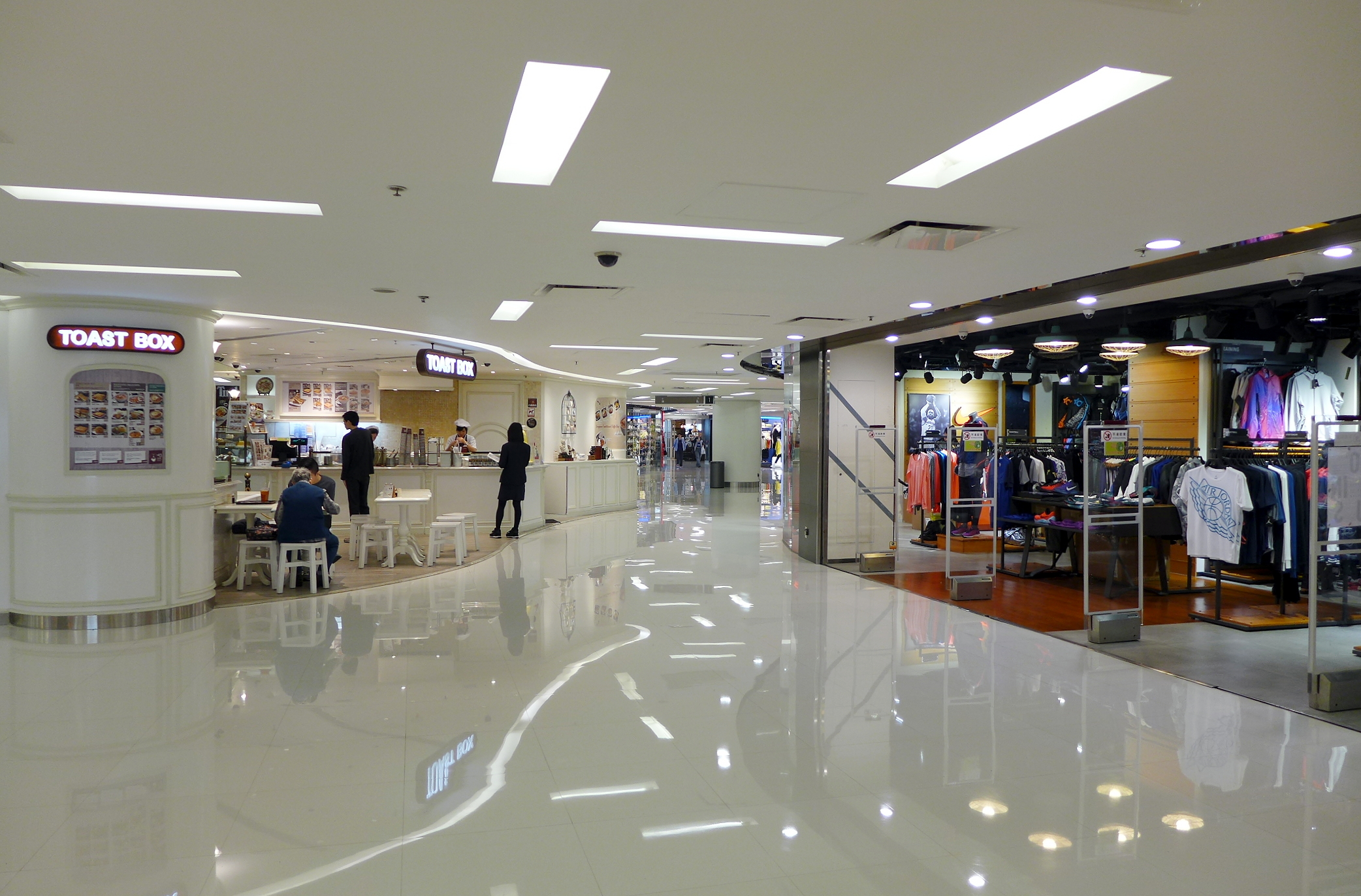
商場1樓
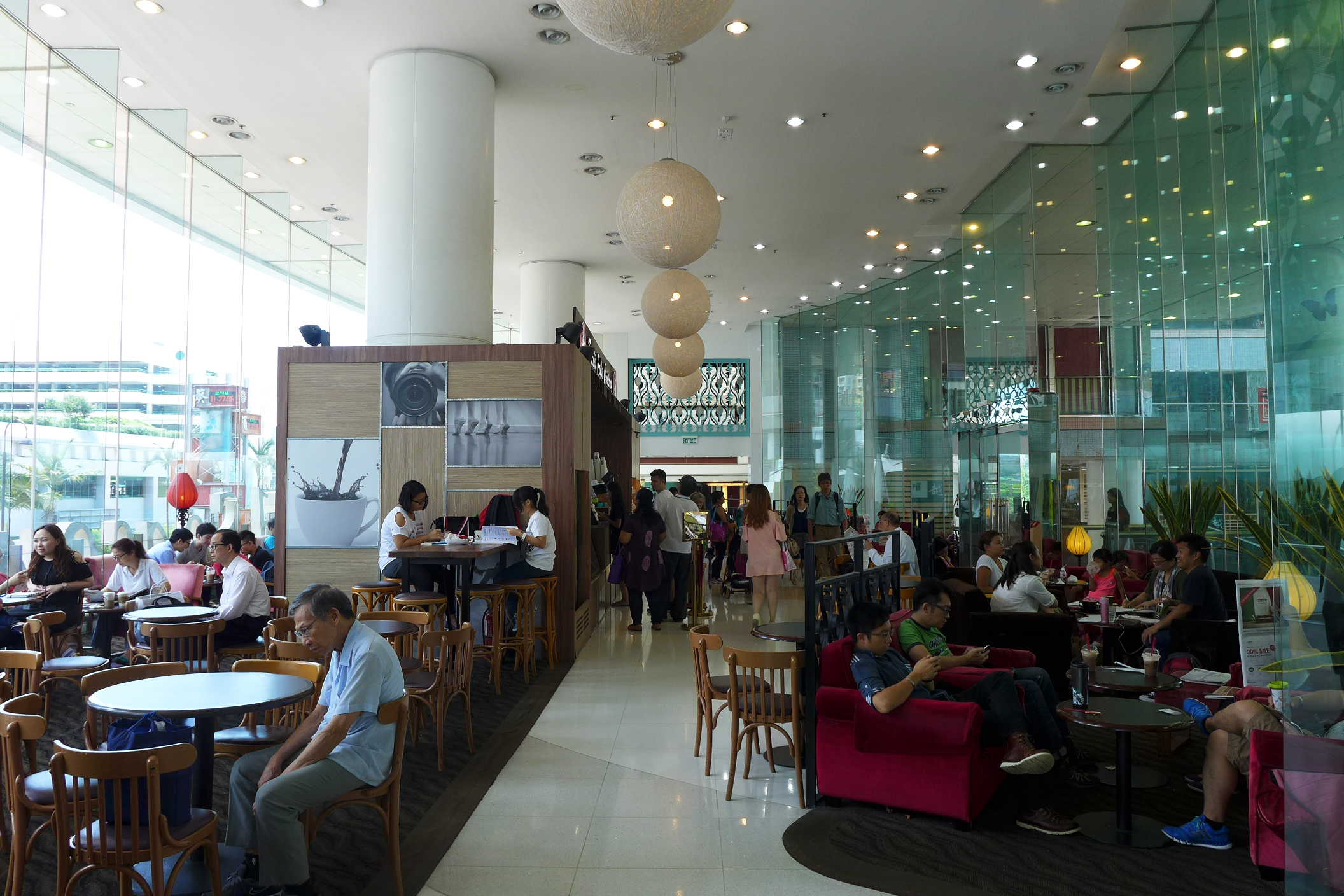
商場3樓「聚美長廊」（2014年）
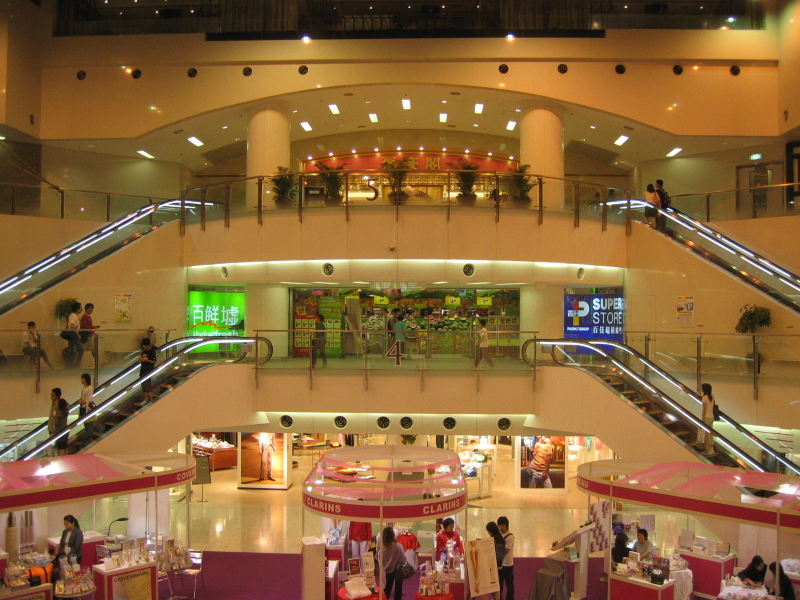
新都會廣場中庭（2005年）
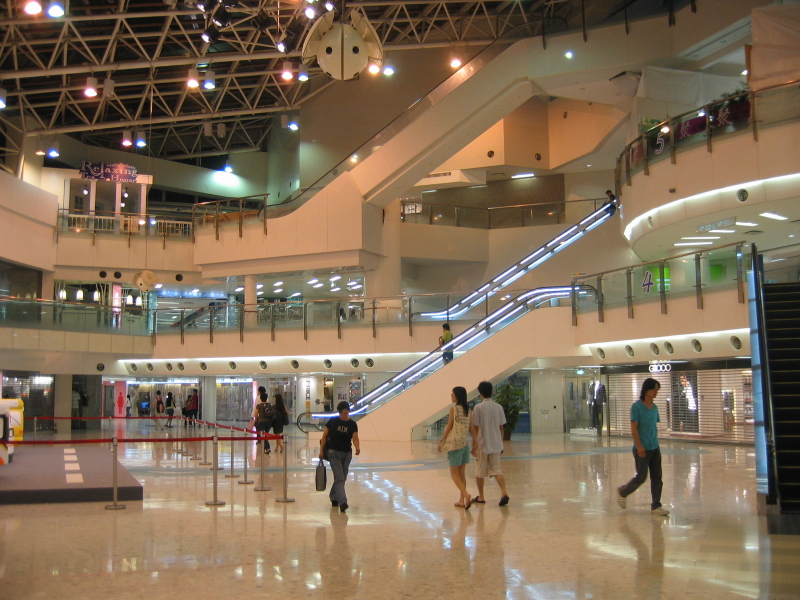
新都會廣場中庭（2006年）
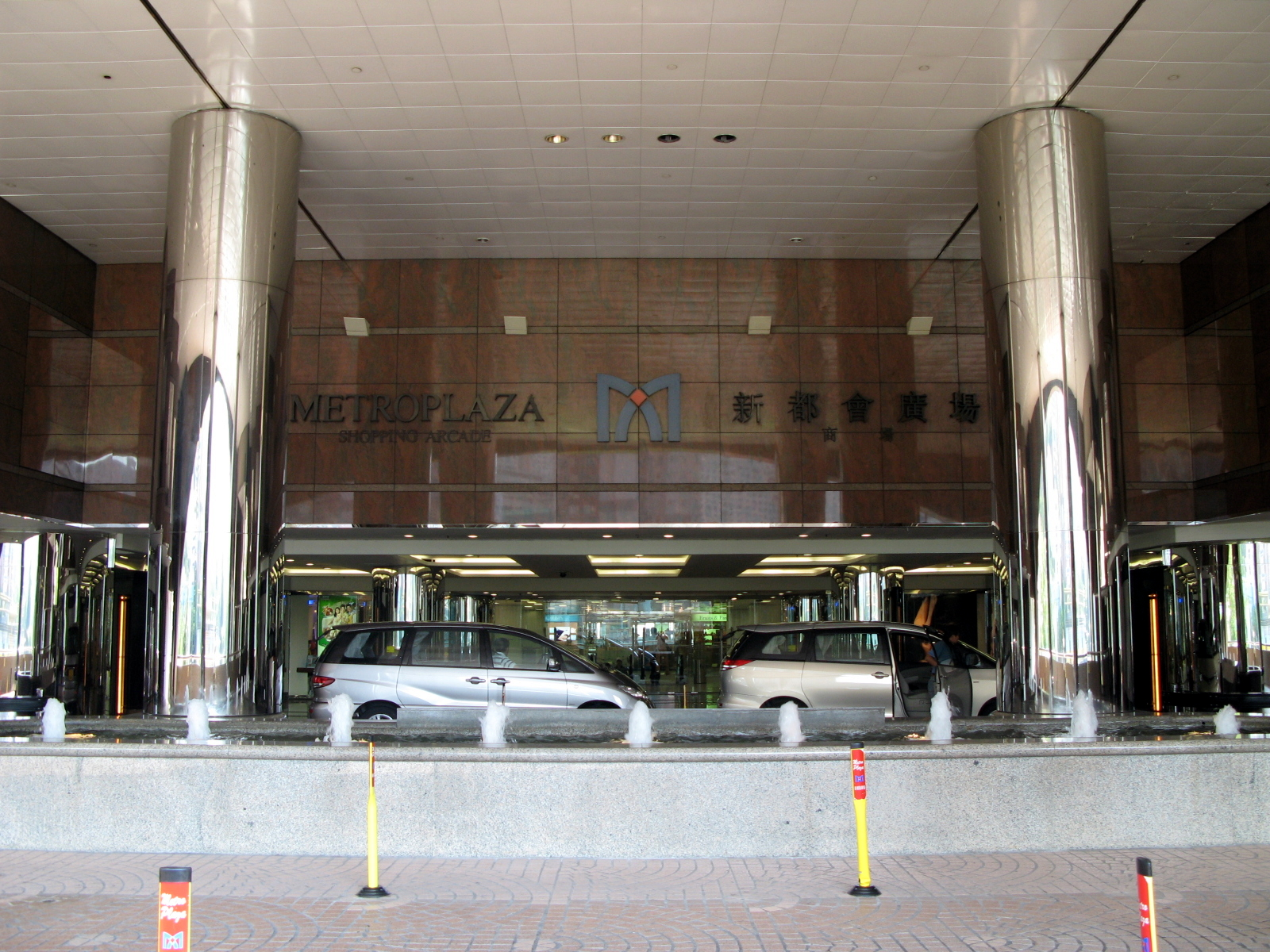
2樓寫字樓大堂車道入口
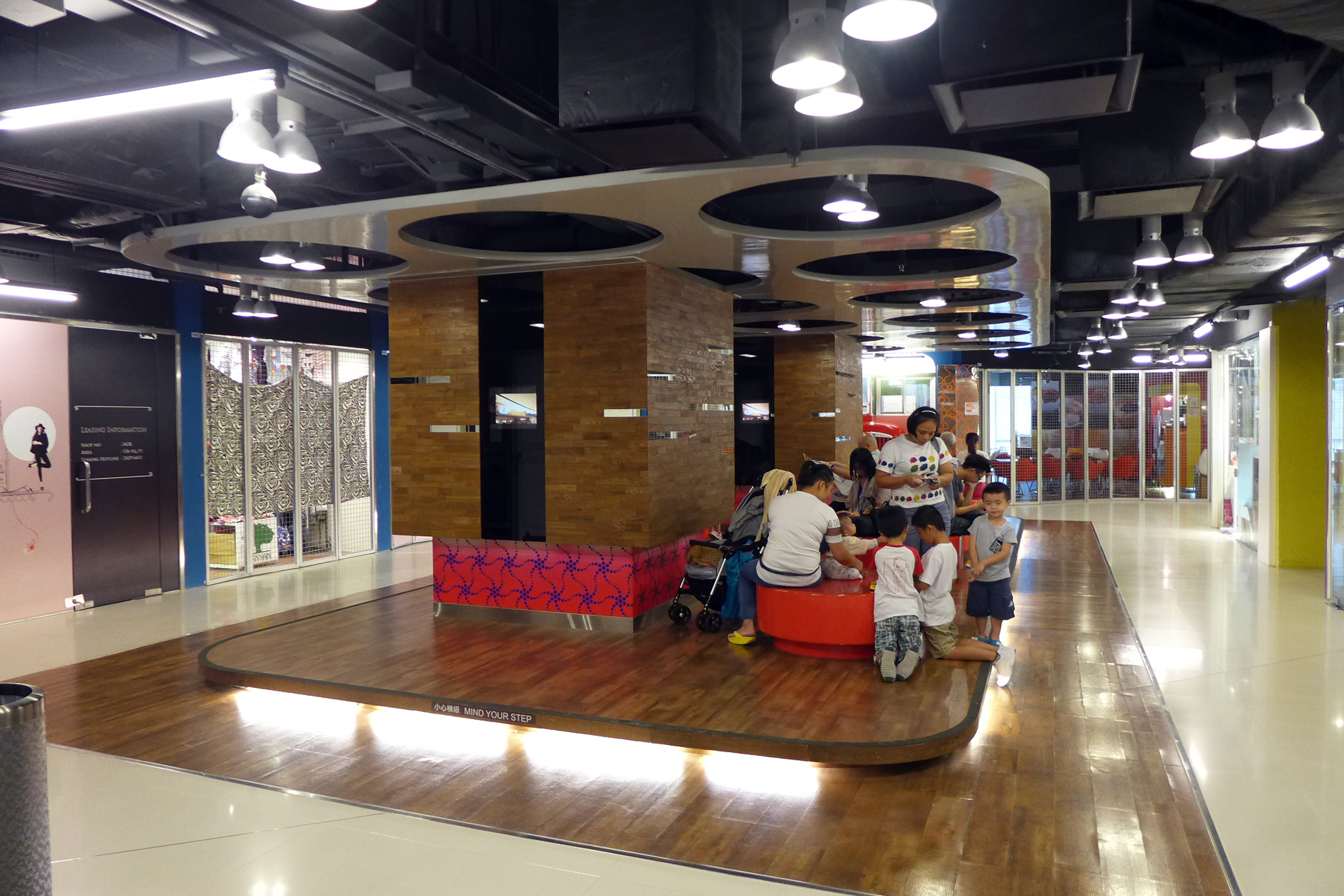
3樓精品店
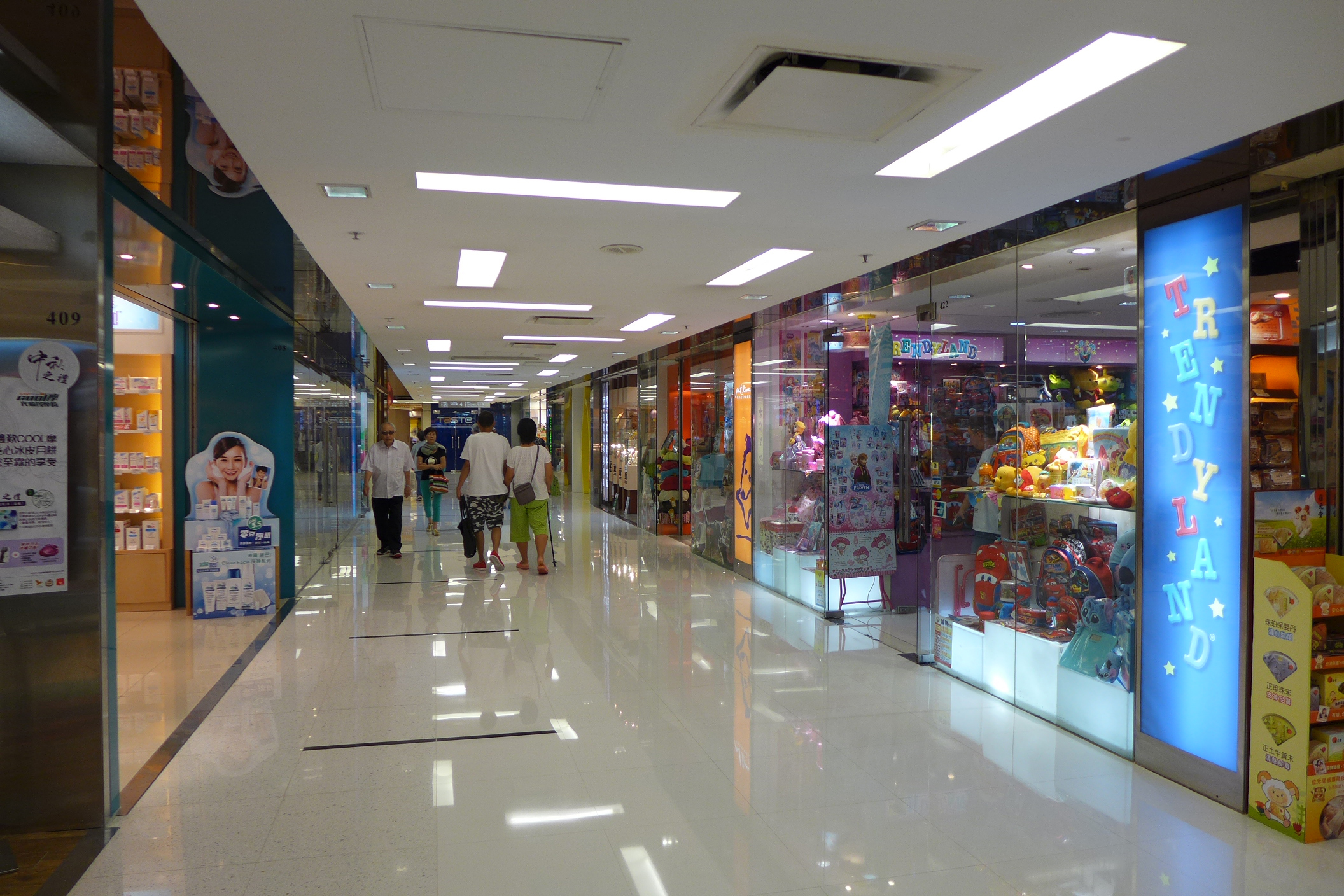
4樓商店
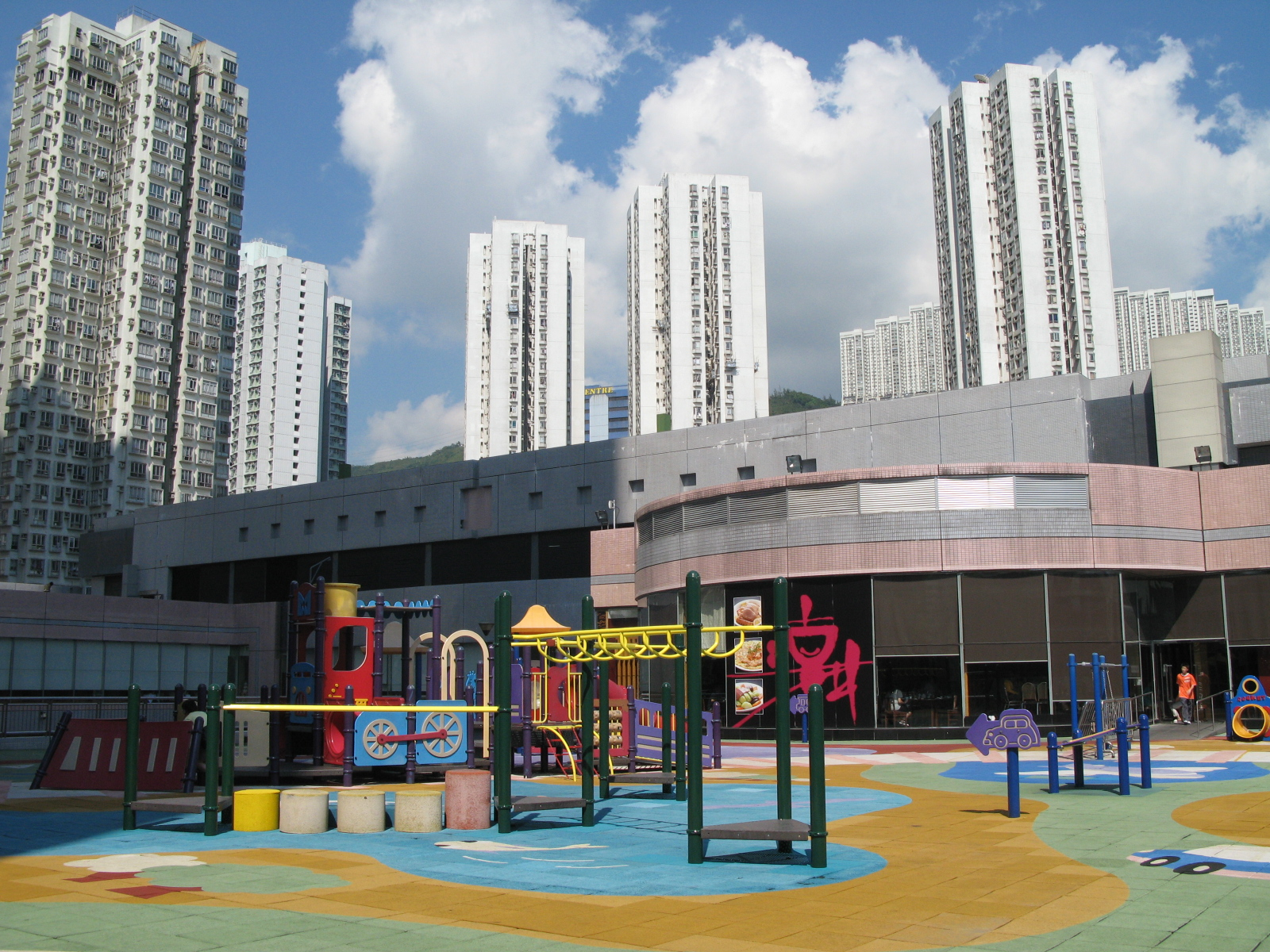
5樓室外兒童遊樂場
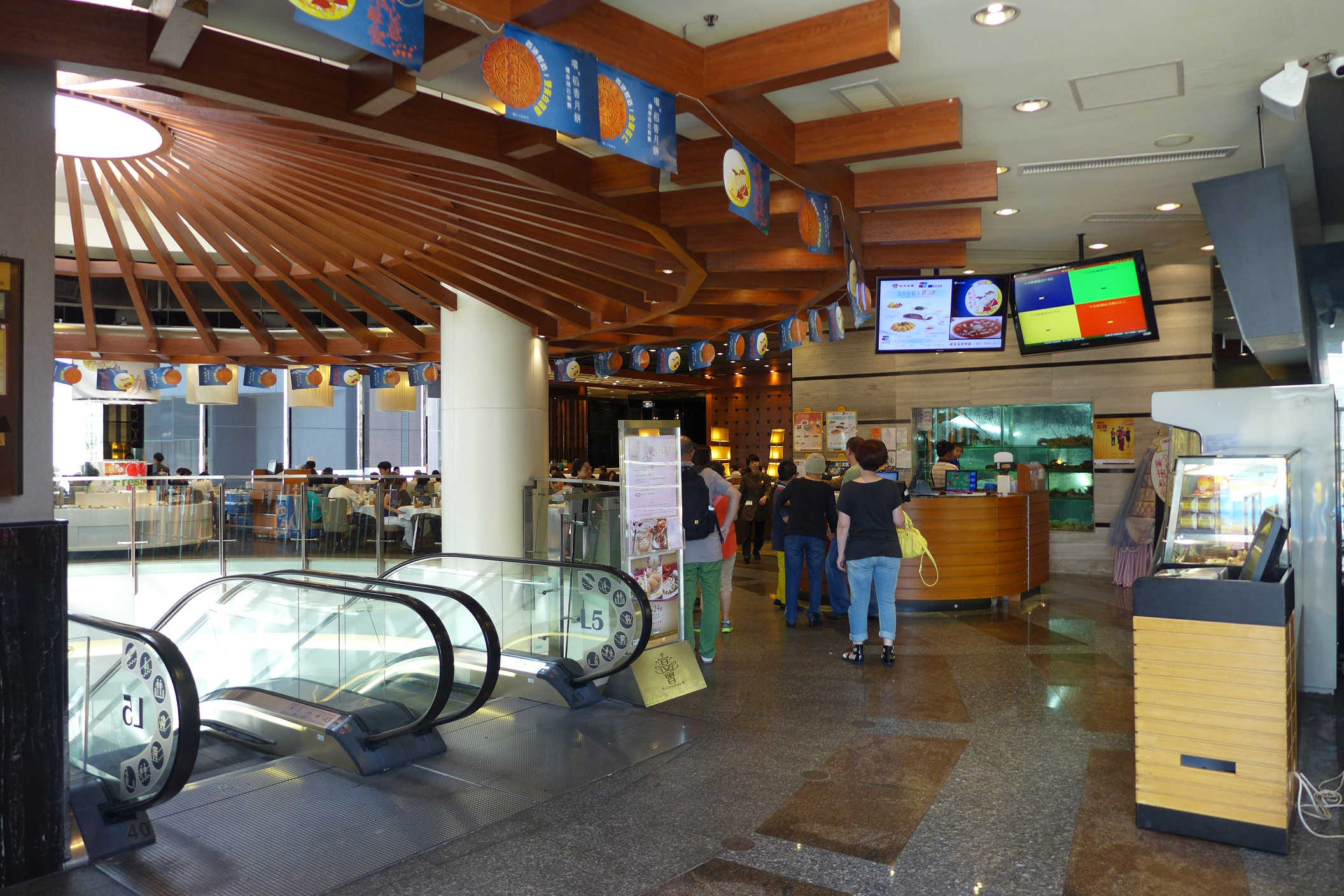
5樓稻香超級漁港（已於2014年中結業）
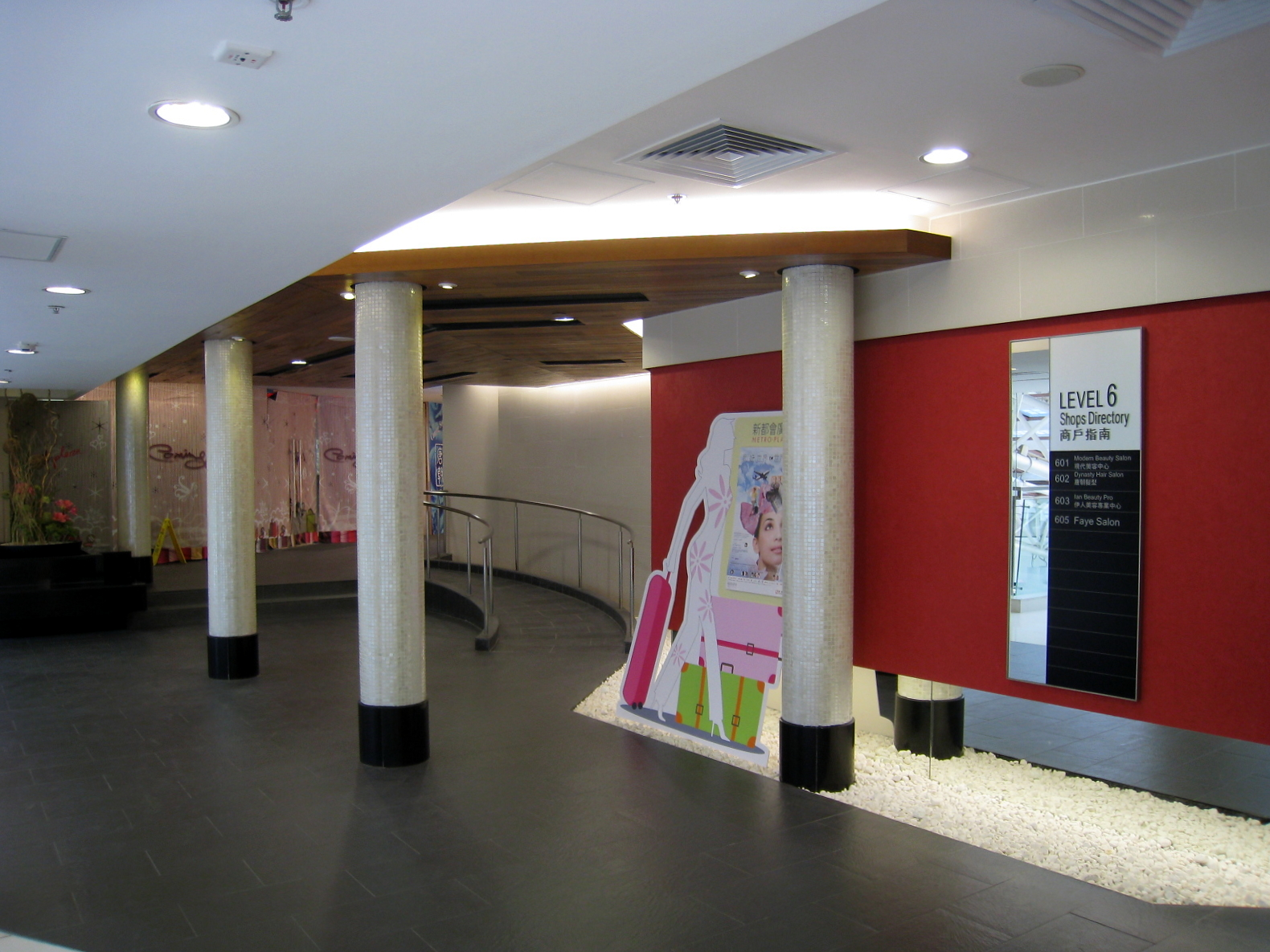
6樓美容中心（已於2014年中封閉）

到2014年，商場斥資約4億港元進行大型翻新工程，並於2017年11月18日全面開通。翻新工程由本地著名建築師何周禮和巴馬丹拿集團負責設計，將原有3樓的戶外休憩空間收回作為零售舖，4樓改為佔地4萬方呎的戶外大型露天廣場，設有季節主題花海、歷奇公園及都市農莊等5項嶄新主題設施。同時提供戶外露天餐飲區。
而入口部份設橫跨兩層，佔地1.2萬方呎的無印良品，以提高顧客購物體驗在商戶方面。翻新後商戶約增至230間，30間為食肆，當中逾四成商戶為首次進駐，逾90個品牌為區內獨有。主要租戶包括佔地3萬平方呎的美容區、Global Work、Lowrys Farm、UNIQLO及2018年1月開幕的一田超市，佔地1.5萬方呎。
2014年，6樓的大眾書局和美容院相繼結業，變成了三間食肆：太興、靠得住和御苑。1樓於2016年12月改為運動主題專層，雲集多個潮流運動服裝品牌，包括BSX、Herschel、Superdry、Skechers及VANS等。5樓酒樓舊址翻新工程於2014年中結業後動工，2017年4月完成後分拆為多間電器店、包括豐澤、蘇寧等、以及一些連鎖店包括優品360及CD Warehouse等。食肆為美心旗下的Simplylife及麥當勞。
2016年，1樓的英王餐廳及雪國拉麵店相繼結業，並改為集團旗下的Parkview西餐廳。
5樓平台的其中一個兒童遊樂場改為佔地逾萬呎，全港首個商場全天候開放的都市農莊，於2018年5月1日正式開放。原有的兒童遊樂場改建為歷奇公園，以巨型蔬菜藝術雕塑為主題，並設長達3.5米高、香港罕見的半透明設計滑梯。歷奇公園在2018年7月31日開放。

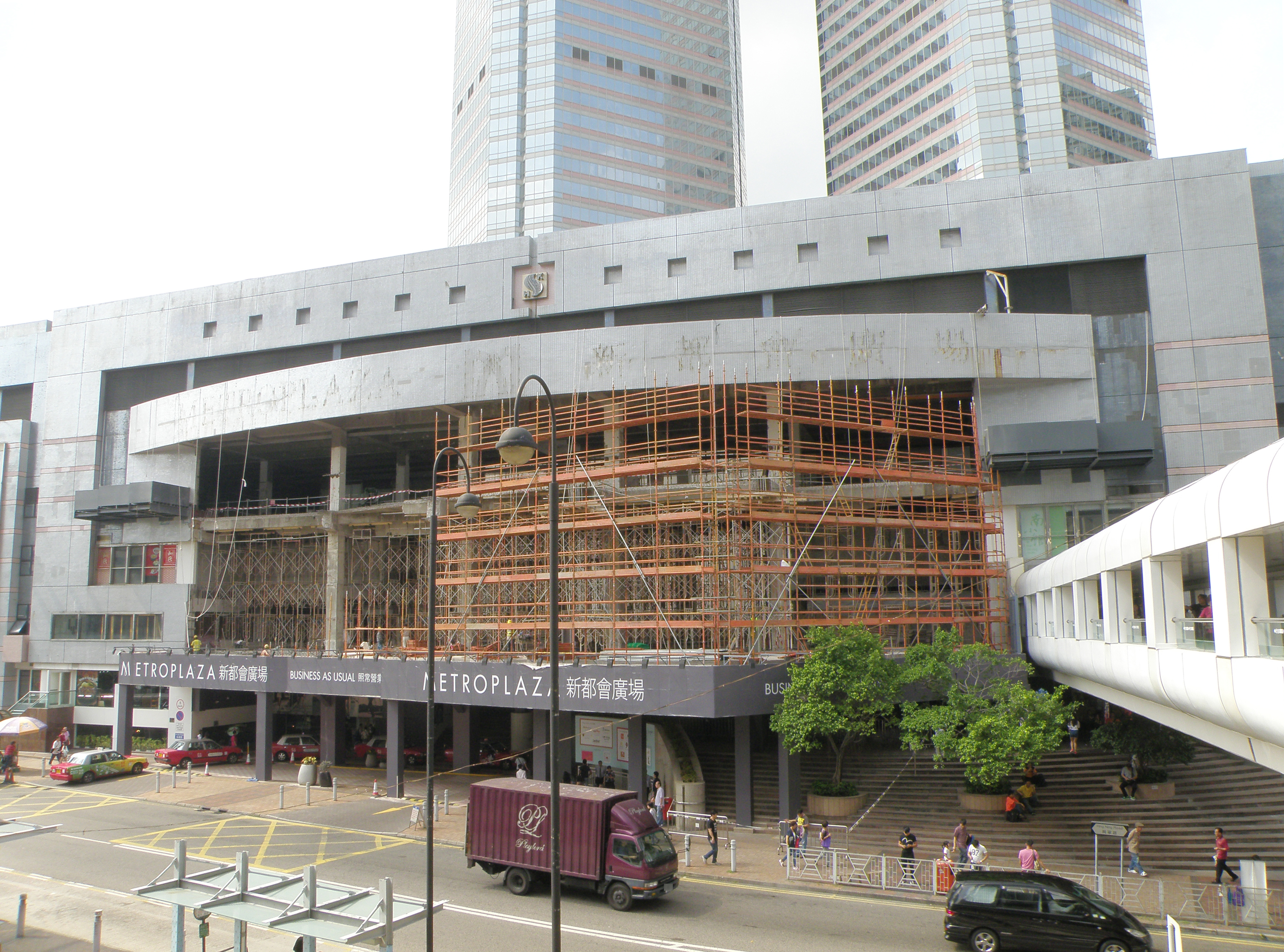
商場入口正進行改建（2015年10月）
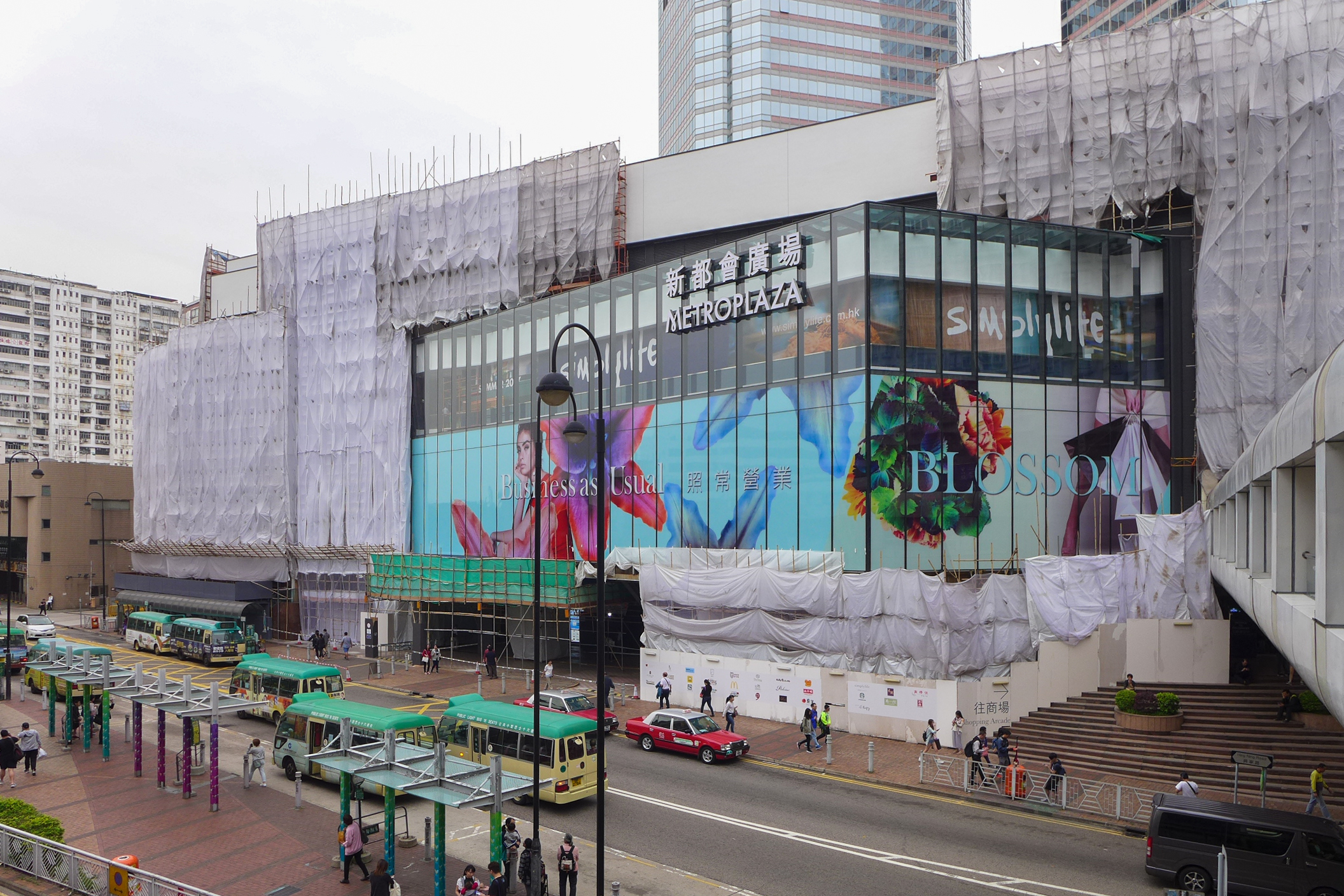
商場入口正進行改建（2017年4月）
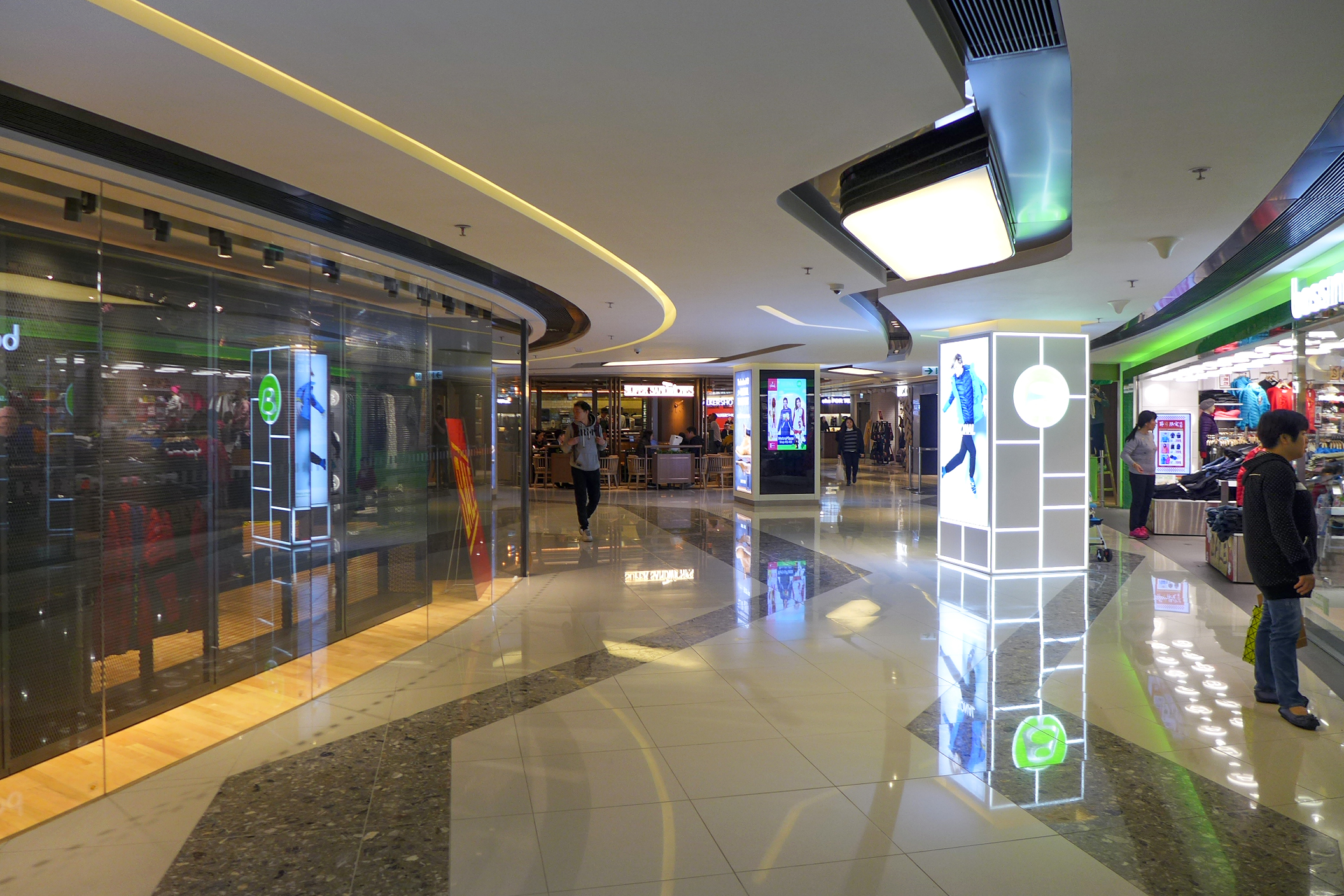
1樓運動主題專層
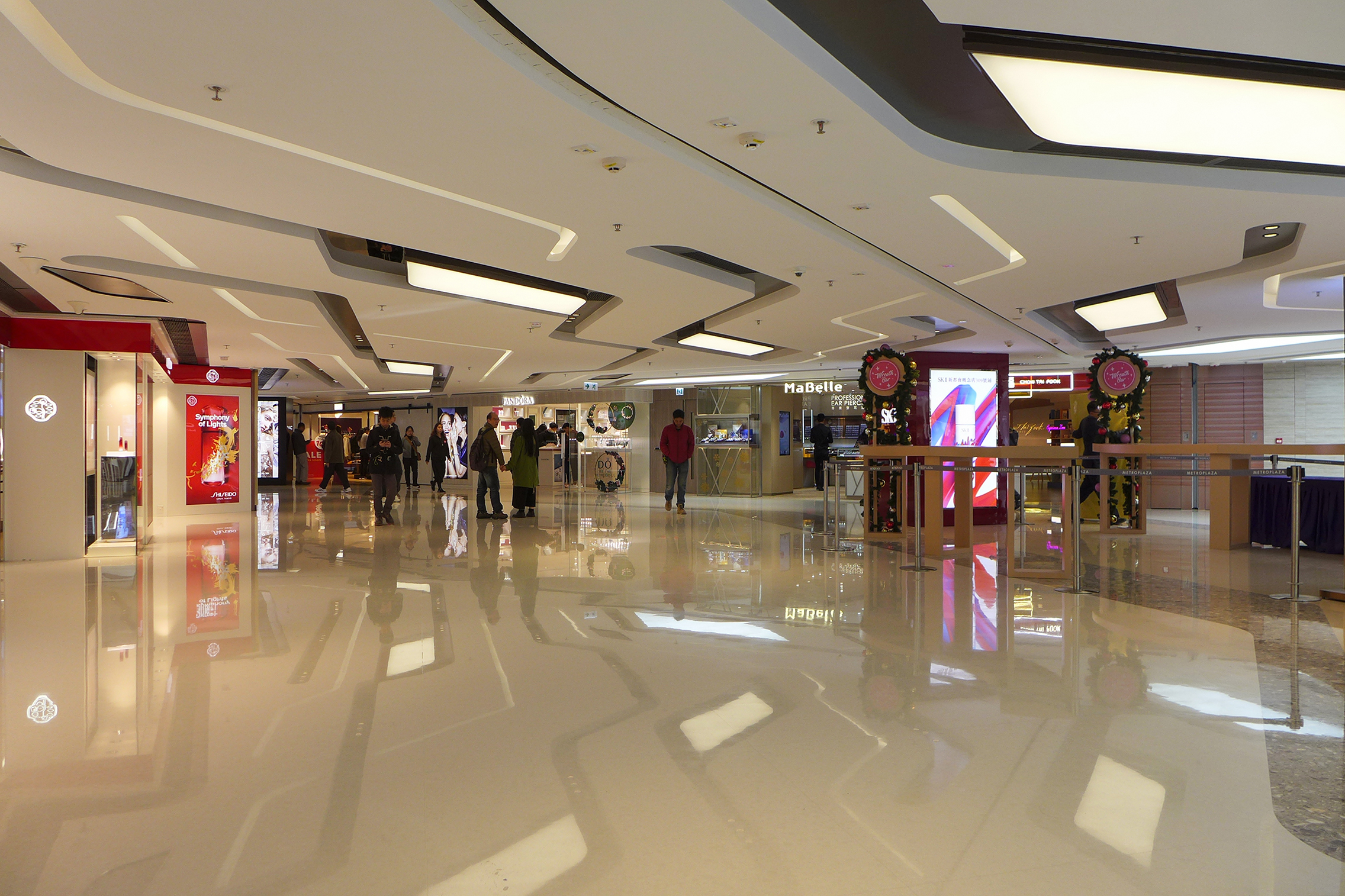
3樓美容區
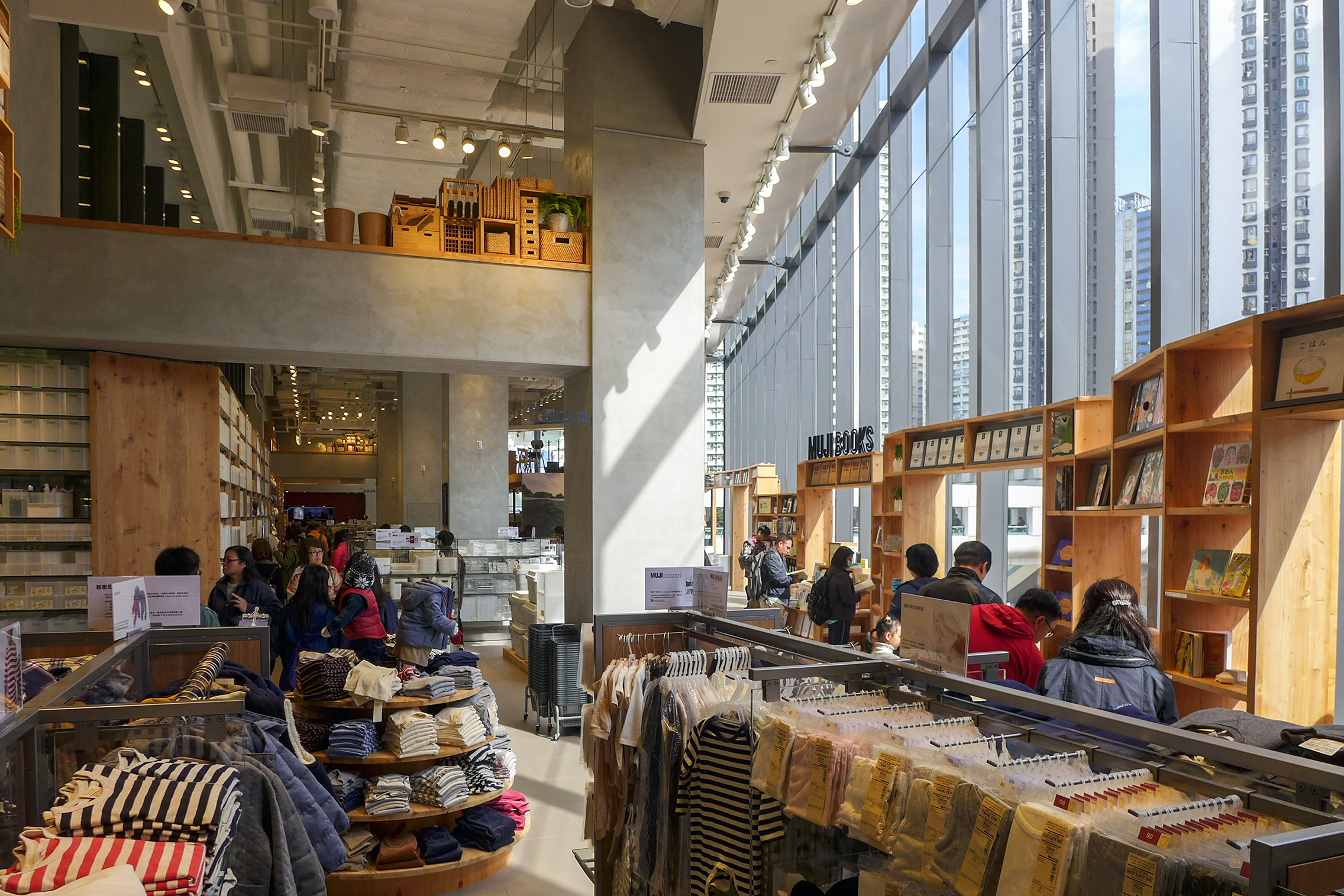
橫跨兩層樓底，佔地1.2萬方呎的無印良品
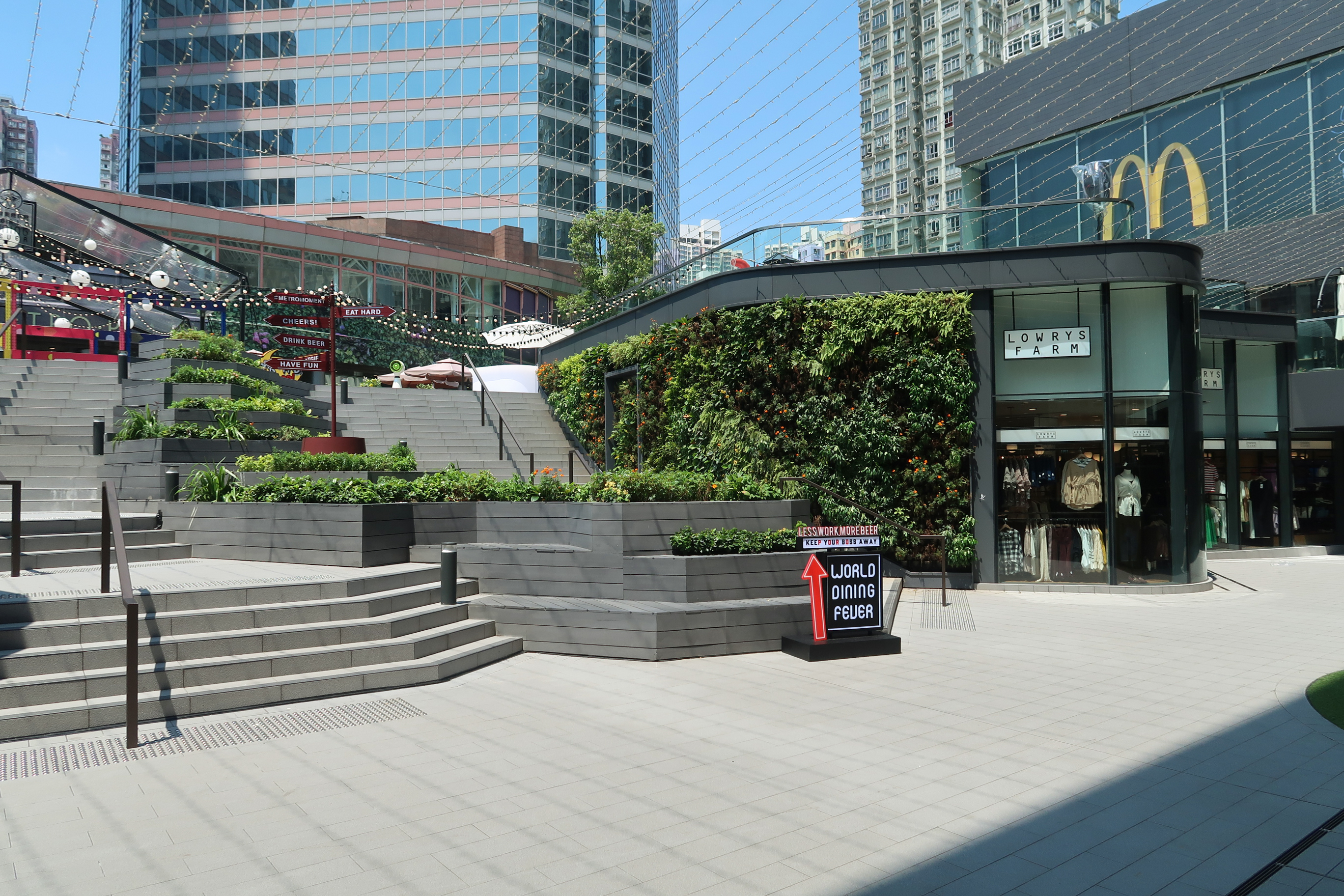
3樓原有戶外休憩空間已填平作為零售舖位，新休憩空間設於4樓
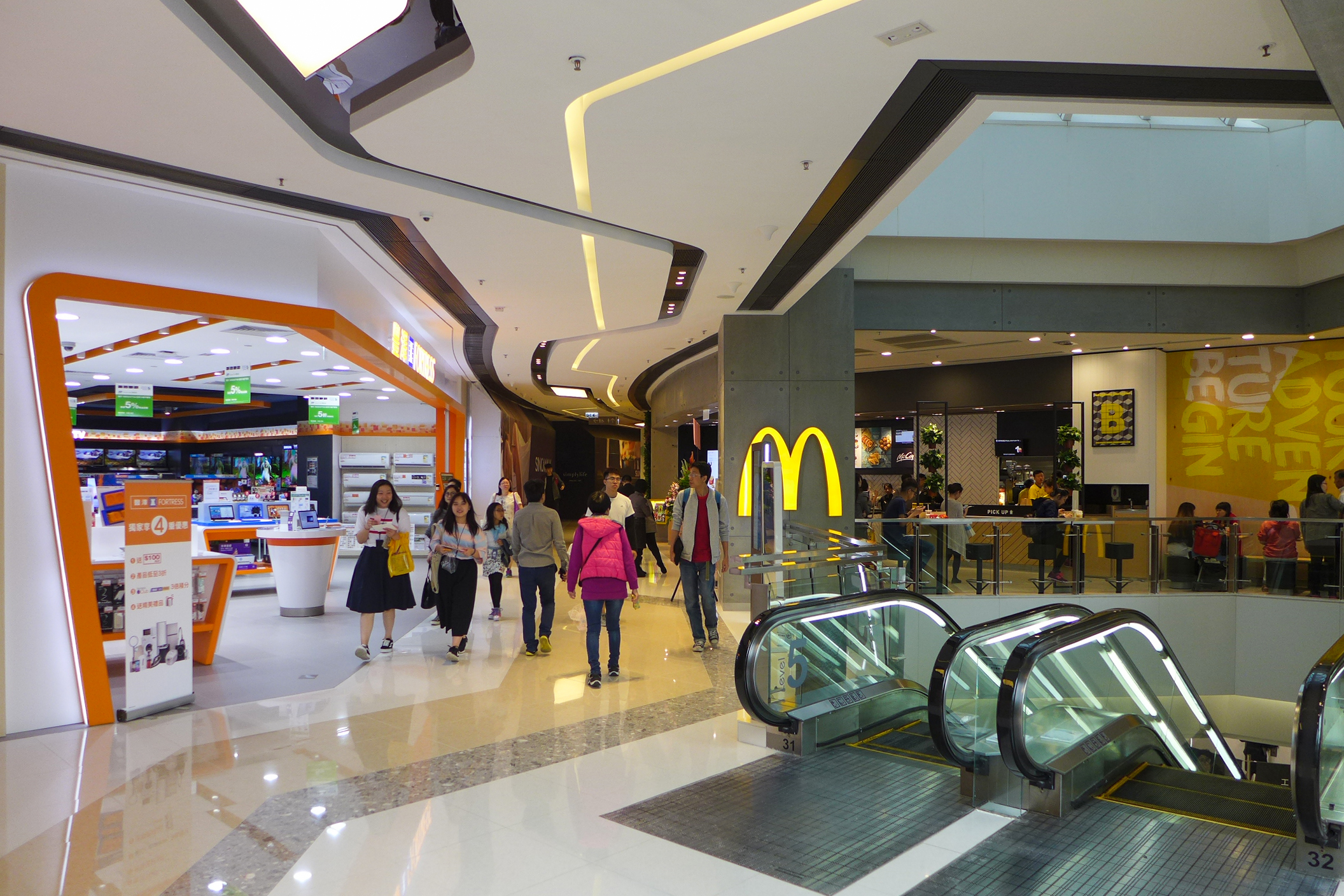
翻新後的5樓
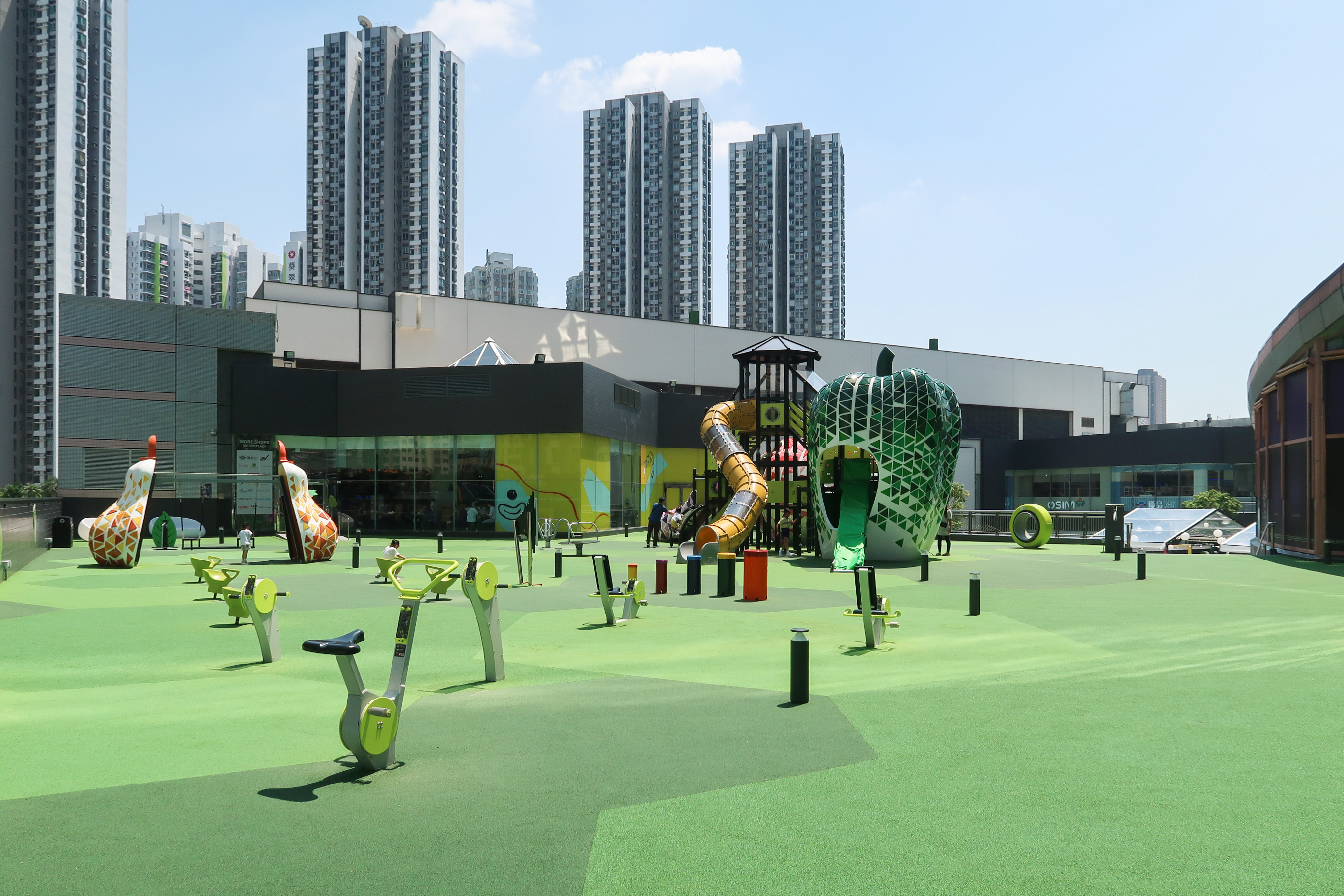
5樓歷奇公園
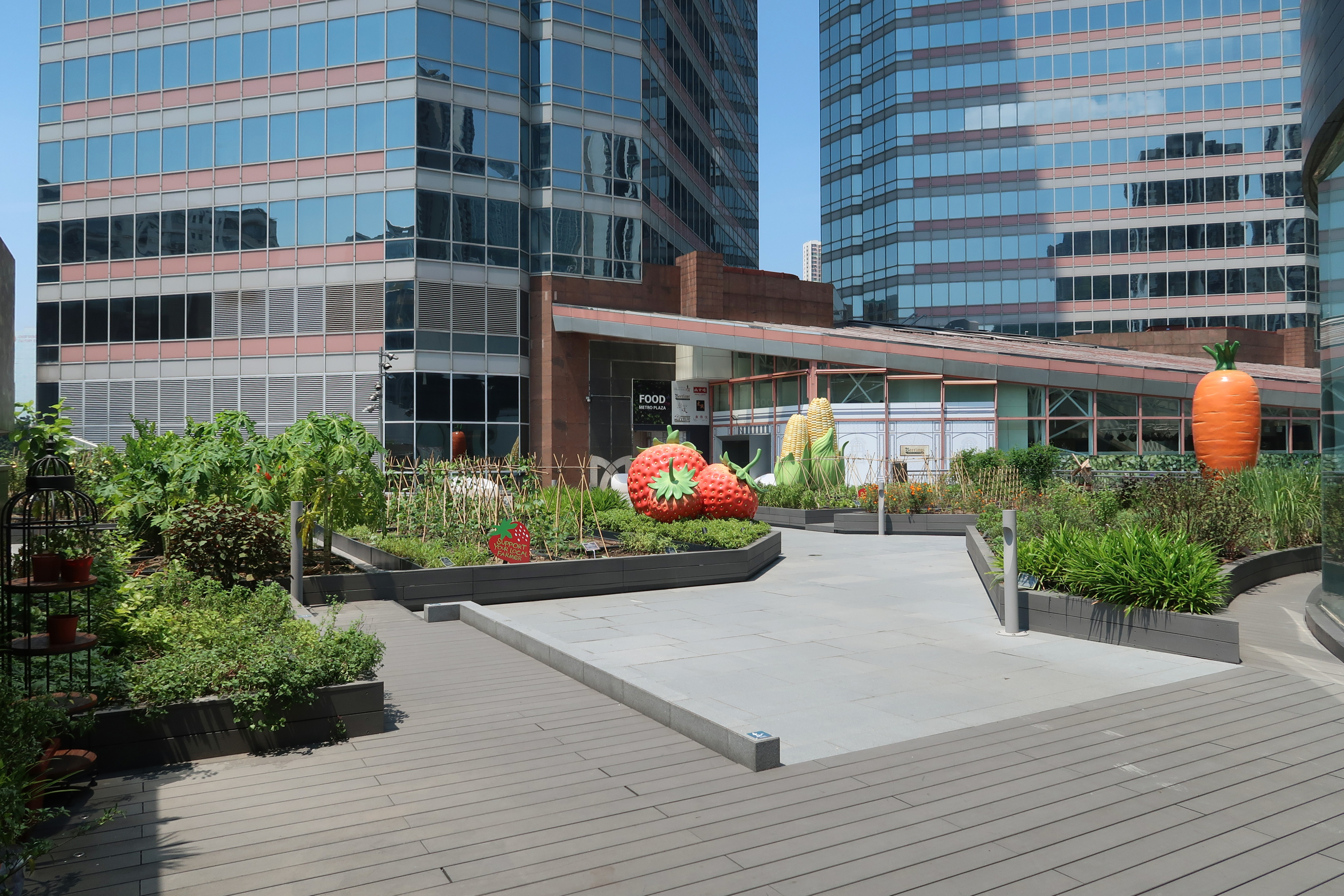
5樓都市農莊

## 設施
新都會廣場分為7層（其中1層為於地庫），以下就是每層的店鋪設施：
| - B2/F至B3/F：停車場 - B1/F：百老匯戲院、停車場、LOG-ON - 1樓：Adidas、BIGPACK、潮流服飾、百老匯戲院售票處及多間開放式食肆、壽司郎、電訊、燒肉Like - 2樓：女士時裝（包括Bess、Suzuya、Walker Shop和MaBelle等）、松本清、化妝品、銀行及寫字樓大堂、食肆 - 3樓：時裝店、化妝品、實惠傢居廣場、無印良品、UNIQLO、三聯書店 - 4樓：一田超級市場、Mannings Plus、食肆、時裝店、Mr. Steak、小南國、Paper Stone Bakery、銀行、露天廣場、Shake Shack - 5樓：麥當勞、蘇寧電器、中國芳、潮館、Berliner German Bar and Restaurant、室外兒童遊樂場（稻香超級漁港及美心皇宮已於2014年中結業，並進行翻新。） - 6樓：美容中心及髮廊、Physical（已於2014年中封閉，並進行翻新，2015年變為三間食肆：太興、靠得住和御苑。）、牛角Buffet |

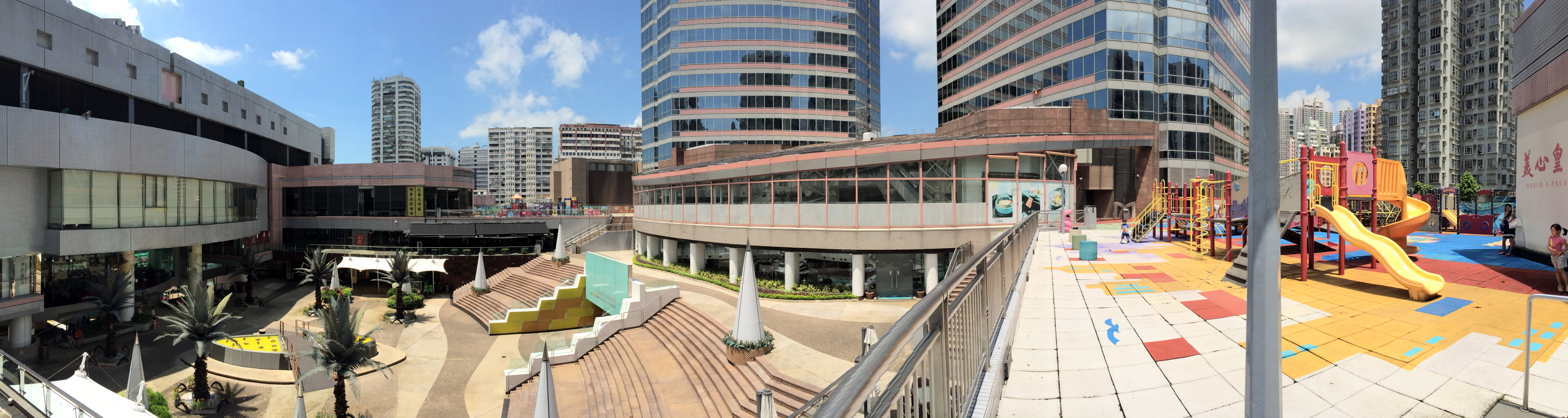
3樓露天廣場及5樓室外兒童遊樂場全景（2014年）

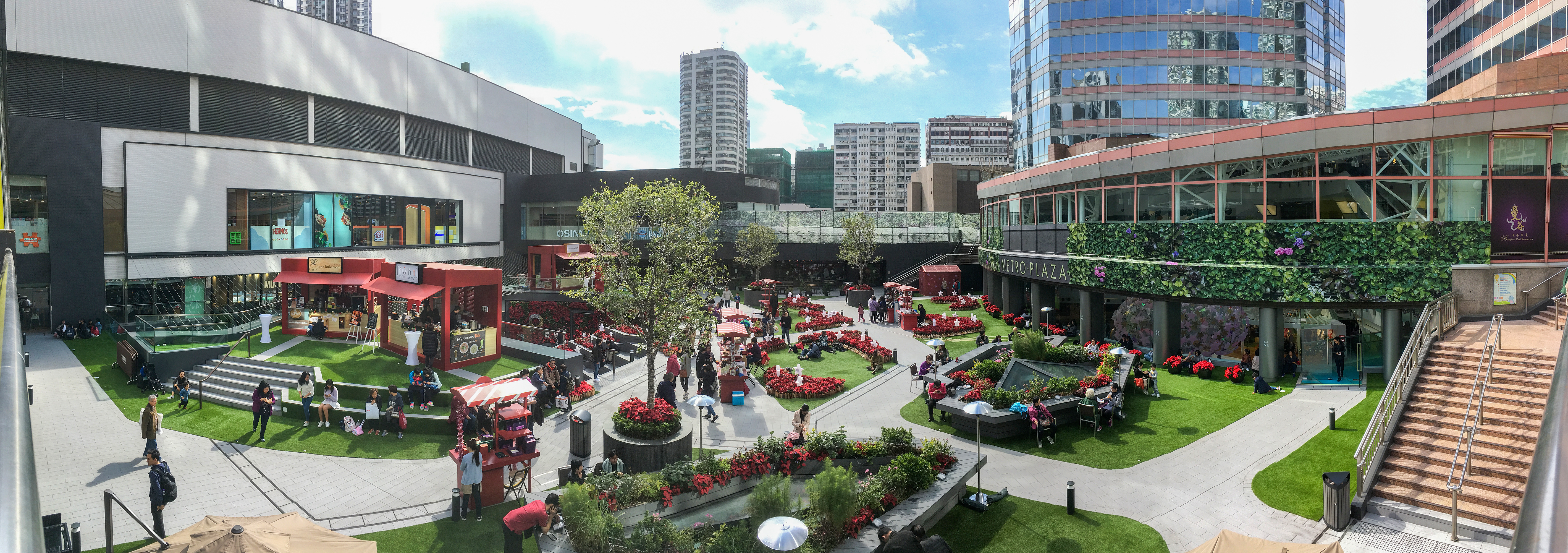
4樓翻新後的露天廣場（前方）及5樓翻新中的室外兒童遊樂場（後方近中央，被圍幕遮蓋）全景（2017年）

## 寫字樓
以下是新都會廣場部分租戶樓層分佈：

### 第一座
- 30樓：蔡司遠東有限公司（3012室）
- 29樓：威信停車場管理（控股）有限公司（2901室）

### 第二座
- 9樓：勞工處青年就業科 - 青年就業起點 - 葵芳（907-912室）

## 行人天橋
共有2條行人天橋連接新都會廣場，分別來往葵涌廣場及港鐵葵芳站。

## 停車場
新都會廣場設有24小時開放的停車場為顧客和租戶提供服務，購物可免費泊車。

## 附近地點
- 葵涌廣場
- 葵芳邨
- 葵青劇院

## 資料來源
1. ↑  . 大公報. 1988-04-25  [2024-06-08].
2. ↑  . 大公報. 1988-07-14  [2024-06-08].
3. ↑   https://web.archive.org/web/20031011132326/http://www.metroplaza.com.hk/cybermall/metro/about_us.   [2021-06-07]. （原始内容存档于2003-10-11）. 缺少或|title=为空 (帮助)
4. ↑  . 東方日報. 2017-09-25  [2017-09-25]. （原始内容存档于2017-09-25）.
5. ↑   (2018-07-28). Ohpama.com.   [2018-07-27]. （原始内容存档于2018-07-28）.

## 外部連結
- 新都會廣場 （页面存档备份，存于）

22°21′27.39″N 114°7′35.10″E / 22.3576083°N 114.1264167°E